# Mezinárodní vztahy (časopis)
Mezinárodní vztahy (ISSN 2788-2985) jsou recenzovaný vědecký časopis pro odbornou veřejnost, který publikuje původní výsledky výzkumu v oboru mezinárodní vztahy, ale i v evropských studiích, mezinárodní bezpečnosti, analýze zahraniční politiky, rozvojových studiích a dalších příbuzných oborech. Časopis vydává již od roku 1966 Ústav mezinárodních vztahů. Rukopisy usilující o publikaci v časopise prochází nezávislým oboustranně anonymním recenzním řízením. Časopis Mezinárodní vztahy je indexován v prestižních citačních databázích Web of Science a SCOPUS. Od roku 2023 je časopis vydáván anglicky jako Czech Journal of International Relations. 

## Historie Mezinárodních vztahů
Mezinárodní vztahy (tehdy ještě s podtitulem Československá revue pro mezinárodní politiku a ekonomii) začaly vycházet v roce 1966 v tehdejším Ústavu pro mezinárodní politiku a ekonomii (předchůdci ÚMV), v době společenského uvolnění a pokusu o reformu komunismu. Spuštěním časopisu byl pověřen Jaroslav Šedivý, který vedl první tři ročníky Mezinárodních vztahů (v roce 1969 byl z ÚMPE z politických důvodů vyhozen). Mezinárodní vztahy byly od začátku koncipovány jako odborný časopis (čtvrtletník), ve kterém mohou vědci zabývající se mezinárodními vztahy (a souvisejícími disciplínami) publikovat výsledky své badatelské činnosti a vyměňovat názory na jednotlivé problémy i teoretickou a metodologickou stránku výzkumu mezinárodních vztahů.
Normalizace změnila charakter časopisu. V 70. a 80. letech sloužily stránky časopisu zejména k propagaci sovětské a československé zahraniční politiky, k obhajobě principů, z nichž vycházely, a ke kritice Západu, zejména Spojených států.  
Po roce 1989 prochází  Mezinárodní vztahy radikální proměnou podle vzoru západních odborných časopisů. Časopis opět plní roli odborného periodika. Od roku 2001 jsou příspěvky podrobovány nezávislému anonymnímu recenznímu řízení. Od roku 2018 začal časopis vycházet ve dvou jazykových verzích . Od roku 2023 časopis přešel plně na angličtinu a přijal jméno Czech Journal of International Relations. 

## Zaměření časopisu a typy článků
Mezinárodní vztahy jsou recenzovaný vědecký časopis pro odbornou veřejnost, který publikuje původní výsledky výzkumu v oboru mezinárodní vztahy a v příbuzných oblastech (evropská studia, mezinárodní bezpečnost, mezinárodní právo, analýza zahraniční politiky, rozvojová studia a další). Z hlediska tematického zaměření se věnuje politickým, ekonomickým, bezpečnostním, sociálním, právním, kulturním a jiným otázkám a problémům s mezinárodním přesahem. 
Mezinárodní vztahy zveřejňují teoreticky informované empirické analýzy, teoretické a metodologické příspěvky v oboru mezinárodní vztahy i recenze hlavních děl v těchto oblastech. Mezinárodní vztahy publikují několik typů článků: výzkumné články (plnohodnotná teoreticky informovaná empirická analýza), diskuse (kratší, méně rigorózní forma akademického textu) a recenze. Výzkumné články mají obvykle rozsah 7-11 tisíc slov, diskuse do 7 tisíc slov a recenze mezi 1500 a 2500 slov. Články v rubrikách výzkumné články a diskuze procházejí oboustranně anonymním recenzním řízením.  
Časopis publikuje rovněž tematicky zaměřené diskusní příspěvky v rámci fór věnovaných různým otázkám mezinárodních vztahů. Při příležitosti ukončení českého vydání časopisu v roce 2022, a přijmutí nového názvu a jazyka, vyšlo v časopise fórum zamýšlející se nad možností domácí vědy v globalizovaném prostředí. 

## Přítomnost v databázích a indexech
- Web of Science Emerging Sources Citation Index
- SCOPUS
- DOAJ
- C.E.E.O.L. (Central and Eastern European Online Library)
- EBSCO
- International Political Science Abstracts / Documentation Politique Internationale
- ProQuest (CSA Illumina)
- Národní knihovna ČR (Česká národní bibliografie)
- World Affairs Online